# 게르만족의 기원과 현황

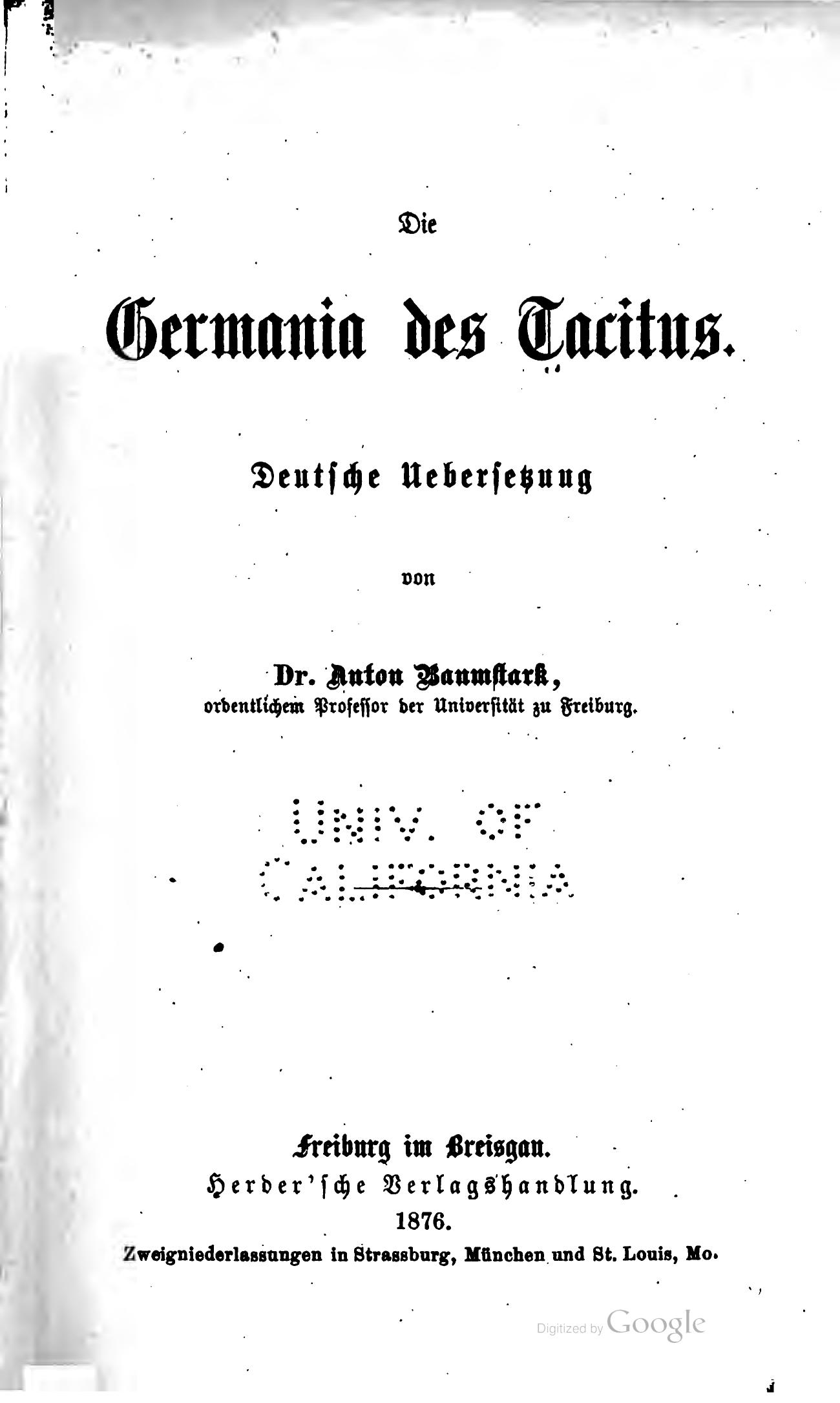

『게르만족의 기원과 현황』(라틴어: De Origine et situ Germanorum 데 오리기네 엣 시투 게르마노룸[*]), 통칭 『게르마니아』(라틴어: Germania)는 로마의 역사가 타키투스가 98년경에 쓴 인류학 책이다. 로마 제국 바깥의 게르만 족과 그들이 살고 있는 게르마니아 지방의 풍토나, 주민의 관습 · 성질 · 사회 제도 · 전승 등에 대해 라틴어로 기술하였다. 9년의 토이토부르크 숲 전투의 장소를 기록하고 있다(다만 실제로 일어난 장소와는 전혀 다르다.)

## 내용
총 46장이다. 앞부분은 게르마니아 지방의 자연 환경 및 게르만 부족들의 풍속을 소개하고, 뒷부분은 여러 부족을 개별적으로 다룬다.
타키투스 자신이 직접 보고 서술한 것이 아니고, 간접적인 자료를 통해 쓴 책이다. 타키투스는 로마가 접촉했던 부족의 이름들을 많이 수록했다.

## 집필 의도와 학술적 비판
로마 제국의 변경 바깥에 살고 있던 게르만인에 대한 타키투스의 기술은 여러 가지 편견이 뒤섞인 것으로, 타키투스의 눈에는 퇴폐로 비치던 당시 로마인에 비해 게르만인들의 성질이 「고귀한 야만인」으로 인식되었다. 이러한 묘사 때문에 16세기 이후의 독일, 특히 독일 민족주의자나 낭만주의자들에게 인기를 끌었으며, 범게르만주의를 주장한 현대 독일인들의 높은 평가를 받았다. 문인으로서의 타키투스를 찬양하는 동시대 로마인들에게도 높은 평가를 받았지만, 동시에 그 주장의 편향성과 정확성에 대해서는 숱한 비판을 받기도 한다.
무엇보다 기록한 정보는 그의 직접 견문이 아니라는 점에서 야외 활동을 기본으로 하는 현대 민족학과 문화인류학의 관점에서는 그 기술의 정확성이 의문시된다. 타키투스는 실제로 게르마니아를 찾은 적도 없었고 그저 타인에게서 전해들은 것만 바탕으로 「집 안」에서 미개의 땅 게르마니아에 대해 기술하였다. 그 전해들은 것도 당시의 눈으로 보기에도 상당히 낡고 편견으로 왜곡된 것을 사용하는 등 정보의 취사선택에도 편향성이 지적되고 있는데, 고대 로마사 연구의 대가로 꼽히는 역사학자 로널드 세임은 《게르마니아》는 대(大) 플리니우스의 저작을 끌어다 쓴 것이 아니냐는 설을 제시하기도 했다.
역사학의 관점에서도 타키투스를 비롯한 근대 이전의 역사 연구란 종종 사실보다는 이야기로서의 재미와 자신의 정치적 주장을 섞어서 하는 것이 통상적인 모습이었고, 말하자면 역사라기보다 문학으로서의 일면이 있었다고 지적되고 있다(역사가와 역사학자의 차이). 때문에 이미 편찬된 역사서인 《게르마니아》도 그 신빙성 문제가 되는 자료를 얻어 집필된 것으로 보인다.
최근의 연구에서는 그 기술의 대부분이 부정확한 실제로 증명되었는데, 원래 고대부터 타키투스와 동시대의 역사가들도 《게르마니아》에 등장하는 모든 부족이 정말 공통의 게르만어를 하는 민족인지는 의심스럽다고 비판했다.

## 같이 보기
- 분류:고대 게르만족